# Chao Yuen Ren
Dans ce nom chinois, le nom de famille, Chao, précède le nom personnel.
Chao Yuen Ren (chinois simplifié : 赵元任 ; chinois traditionnel : 趙元任 ; pinyin : Zhào Yuánrèn ; Wade : Chao⁴ Yüan²-jen⁴ ; cantonais Jyutping : Ziu⁶ Jyun⁴-jam⁶ ; cantonais Yale : Jiuh Yùhn-jahm ; shanghaïen : Zo Yu-sen), né à Tianjin le 3 novembre 1892 et mort à Cambridge le 25 février 1982, est un Américain d'origine chinoise, linguiste et compositeur amateur. Il est l'auteur d'importantes contributions à l'étude moderne du chinois, à la phonologie et à la grammaire.
En plus d'aider à façonner le Gwoyeu Romatzyh, un système de romanisation chinoise, et à la promotion du chinois standard, Chao est aussi crédité pour avoir inventé une notation formelle pour retranscrire les contours de tons des langues parlées.

## Biographie

### Enfance
Chao est né le 3 novembre 1892 à Tianjin en Chine, dans une famille ayant comme origine Changzhou. Le poète et historien Chao Yi (en) (1727-1814) est un de ses ancêtres et, durant les dernières années de la dynastie Qing, son grand-père occupe un rôle officiel dans le nord de la Chine. Il grandit dans un environnement multilingue et développe une fascination pour les langues.
Avec sa famille, il vit successivement à Pékin, à Baoding et dans d’autres villes de la province de Zhili (aujourd’hui Hebei) parlant le mandarin du nord. À l’âge de cinq ans, sa famille emploie un enseignant originaire du Jiangsu pour superviser son éducation classique et il apprend à réciter les Quatre Livres de Confucius dans le dialecte de Changzhou. Sa famille revient à Changzhou en 1900 et ses parents meurent en 1904. Chao est envoyé à Suzhou chez des membres de sa famille l’année suivante. En 1906, il entre à l’école Xishan de Changzhou, où il suit une éducation moderne. De 1907 à 1910, il est élève à l’école Kiangnan de Nankin.

### Études
En 1910, il entre à l’université Cornell à l’aide d’une bourse d’étude Tsinghua, pour étudier la physique et les mathématiques, ainsi que les langues et la linguistique. Il y rencontre et se lie d’amitié avec Hu Shi qui étudie la philosophie. Chao et d’autres étudiants chinois de Cornell fondent et dirigent la 中國科學社 (Société de science de Chine (en)) sur le campus d’Ithaca dans le but d’introduire les sciences occidentales en Chine et de promouvoir la recherche scientifique. Ils créent le journal 科學 Kexue (Science) qu’il édite à Ithaca et finalement Cambridge et imprimé à Shanghaï.
Chao et Hu obtiennent leur AB en 1914. En 1915, Hu part pour l’université Columbia pour étudier sous John Dewey et Chao part pour l’université Harvard où il étudie la physique, mais aussi la philosophie et la composition musicale. Il y obtient un PhD en 1918.
En 1918, à l’aide d’une bourse Sheldon Travelling Fellowship, Chao étudie à l’université de Chicago et à l’université de Californie à Berkeley. Il retourne ensuite à Ithaca pour enseigner comme instructeur en physique à l’université Cornell durant l’année académique 1919-1920. Il publie plusieurs articles de mathématiques et de physique dans le journal chinois Science, ainsi que des articles de transcription phonétique du chinois dans le journal The Chinese Students Monthly.

### Carrière
En 1920, Chao retourne en Chine et enseigne les mathématiques à l’université Tsinghua à Pékin où il intègre le milieu intellectuel peu après le mouvement du 4-Mai. Lors de la visite de John Dewey en Chine, Hu l’accompagne et est son interprète lors des conférences à Pékin et ailleurs.
En octobre 1920, comme l’a fait Hu pour Dewey, Chao est interprète pour Bertrand Russell et Dora Black lors de leur voyage à l’université de Pékin. L’intelligence et l’articulation de Hu et Chao impressionnent les audiences chinoises. Chao démontre une grande précision et aisance dans plusieurs dialectes chinois ce qui conduit plusieurs de ses amis à l’encourager à poursuivre l’étude de la linguistique.
Le 1er juin 1921, il épouse Yang Buwei, la première femme chinoise à devenir médecin certifié, lors d’une petite cérémonie avec uniquement deux amis présents : Hu Shi et Chu Chun-kuo.
Le couple part pour les États-Unis, où Chao enseigne la philosophie et le chinois à l’université Harvard,. Ils ont une fille, Rulan Chao Pian (en) (1922-2013), ethnomusicologue célèbre et l'une des dix premières femmes enseignantes à l'université Harvard.
En 1924, il étudie la linguistique et phonétique à travers l’Europe. Durant ce voyage, il étudie et collabore avec Bernard Karlgren, Charles Hall Grandgent, Daniel Jones, Stephen Jones, Joseph Vendryes, Antoine Meillet et Henri Maspero.
À partir de 1925, Chao est professeur de chinois à l’université Tsinghua, enseignant la phonologie et la musique. Il est ensuite chercheur postdoctoral et chef de la section linguistique de Academia Sinica qu’il a aidé à fonder. Il organise la première grande étude dialectale chinoise utilisant les méthodes de linguistique moderne.
En 1937, il immigre aux États-Unis avec sa famille et sera successivement professeur à l’université d’Hawaï, l’université Yale, l’université Harvard et, finalement, l’université de Californie à Berkeley en 1947 où il est professeur en langues orientales et professeur Agassiz en 1952. Au long de sa carrière, il est fait docteur honoris causa par l’université de Princeton, l’université d’État de l’Ohio et l’université de Californie à Berkeley, et a reçu les bourses Guggenheim et Fulbright. Il prend sa retraite en 1960.
Chao a écrit de nombreux articles dans Le Maître phonétique, le journal de l’Association phonétique internationale (API). Il a aussi développé le système de barres de ton adopté par l’API pour la transcription des tonèmes des langues tonales.
Sa femme, Chao Yang Buwei, meurt le 2 mars 1981.
Près d’un an plus tard, Chao Yuen Ren meurt le 24 février 1982 à Cambridge au Massachusetts.

## Ouvrages
- (en) Y. R. Chao, « The Non-uniqueness of Phonemic Solutions of Phonetic Systems (音位標音法的多能性) », 歷史語言研究所集刊, vol. 4, no 4,‎ 1934, p. 363-390 (lire en ligne)
- (zh) Bernhard Karlgren (高本漢), Chao Yuen Ren (趙元任), Luo Changpei (羅常培) et Li Fang-kuei (李方桂), 中国音韵学研究 [=Études sur la phonologie chinoise],‎ 2003 (1re éd. 1940) (ISBN 7-100-00018-1, lire en ligne)
- (en) Yuen Ren Chao, Language and symbolic systems, Cambridge, Cambridge University Press, 1968